# Губернатор Формози

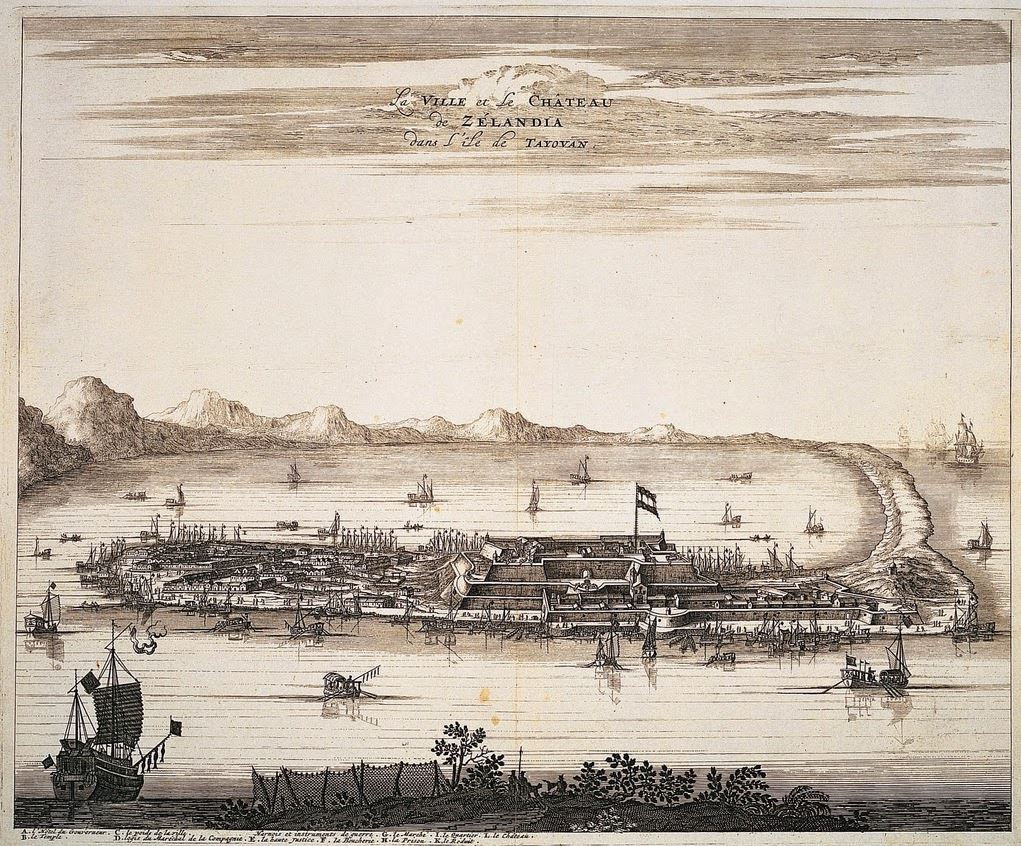
Форт Зеландія, резиденція губернаторів Формози, Тайвань.

Губернатор Формози (нід. gouverneur van Formosa; кит.: 台灣長官)) — глава уряду під час голландського колоніального періоду на Тайвані, який тривав з 1624 по 1662 рік. Призначений генерал-губернатором Голландської Ост-Індії в Батавії (сучасна Джакарта, Індонезія), губернатор Формози мав повноваження приймати закони, збирати податки, вести війни та оголошувати мир від імені Голландської Ост-Індської компанії (ГОК). і, таким чином, голландської держави.
Резиденція губернатора була у форті Зеландія на Тайюані.

## Список губернаторів
Загалом у голландську колоніальну еру було дванадцять губернаторів. Особа, яку іноді називали тринадцятим, Хармен Кленк ван Одессен, був призначений генерал-губернатором ГОК Джоаном Маецуйкером лише для того, щоб прибути біля узбережжя Тайюаня під час облоги форту Зеландія. Кленк відмовився зійти на берег, щоб зайняти свою посаду, незважаючи на те, що на цьому наполягав Фредерік Койетт, діючий губернатор, і зрештою пішов, так і не ступивши на Формозу.
| №  | Портрет | Ім'я                        | Від      | Поки                       |
| -- | ------- | --------------------------- | -------- | -------------------------- |
| 1  |         | Мартінус Сонк               | 1624 рік | 1625 рік (помер на посаді) |
| 2  |         | Жерар Фредеріксзон де Віз   | 1625 рік | 1627 рік                   |
| 3  |         | Пітер Нуйтс                 | 1627 рік | 1629 рік                   |
| 4  |         | Ганс Путманс                | 1629 рік | 1636 рік                   |
| 5  |         | Йохан ван дер Бург          | 1636 рік | 1640 рік (помер на посаді) |
| 6  |         | Паулюс Трауденіус           | 1640 рік | 1643 рік                   |
| 7  |         | Максиміліан ле Мер          | 1643 рік | 1644 рік                   |
| 8  |         | Франсуа Карон               | 1644 рік | 1646 рік                   |
| 9  |         | Пітер Антонісзон Овертватер | 1646 рік | 1649 рік                   |
| 10 |         | Ніколас Вербург             | 1649 рік | 1653 рік                   |
| 11 |         | Корнеліс Цезар              | 1653 рік | 1656 рік                   |
| 12 |         | Фредерік Койетт             | 1656 рік | 1662 рік                   |